# Gorham (Kansas)
Gorham es una ciudad ubicada en el de condado de Russell en el estado estadounidense de Kansas. En el año 2010 tenía una población de 334 habitantes y una densidad poblacional de 556,67 personas por km².

## Geografía
Gorham se encuentra ubicada en las coordenadas 38°52′49″N 99°01′22″O / 38.880366, -99.022682 (38.880366, -99.022682).

## Demografía
Según la Oficina del Censo en 2000 los ingresos medios por hogar en la localidad eran de $23,021 y los ingresos medios por familia eran $31,563. Los hombres tenían unos ingresos medios de $30,357 frente a los $12,308 para las mujeres. La renta per cápita para la localidad era de $12,655. Alrededor del 14.7% de la población estaban por debajo del umbral de pobreza.